# Heppens
Heppens gilt als die eigentliche Keimzelle der Stadt Wilhelmshaven in Niedersachsen und ist heute einwohnerstärkster und einwohnerältester Stadtteil. Es besteht aus den Stadtvierteln Inselviertel, Alt-Heppens, Tonndeich, Heppenser Deich, Pädagogenviertel und Villenviertel.

## Geschichte
Heppens wurde als Kirchspiel erstmals im Zusammenhang mit der Jahreszahl 1495 erwähnt. Es gehörte wie das benachbarte Kirchspiel Neuende zur Herrschaft Jever. Nach dem Tod von Maria von Jever im Jahre 1575 fielen die Herrschaftsansprüche an die Grafschaft Oldenburg.
Mit dem Jade-Vertrag vom 20. Juli 1853 verkaufte das Großherzogtum Oldenburg Teile des südöstlichen Gemeindegebiets Heppens an Preußen. Das 313 Hektar große Gebiet am Jadebusen sollte zur Errichtung eines Stützpunktes für die preußische Marine dienen. Am 23. November 1854 wurde das Gebiet unter dem Namen Königliches Preußisches Jadegebiet an Prinz Adalbert von Preußen, Admiral der preußischen Marine, übergeben. Am 17. Juni 1869  wird die preußische Stadt Wilhelmshaven gegründet.
Die Bevölkerung im Jadegebiet nahm durch die Hafenbaumaßnahmen stetig zu. Da der Bedarf nach Wohnraum im preußischen Wilhelmshaven nicht schnell genug befriedigt werden konnte, siedelten sich immer größere Bevölkerungsteile in den umliegenden, zum Großherzogtum Oldenburg gehörenden Gemeinden Heppens und Neuende an.
Anfang des 20. Jahrhunderts war die Einwohnerzahl der Gemeinde Heppens so stark angestiegen, dass Oldenburg ihr am 1. Oktober 1907 den Status einer Stadt 2. Klasse verlieh. Emil Lueken wurde 1. Bürgermeister der neuen Stadt.
Im Jahre 1911 erfolgte die Vereinigung mit den Gemeinden Bant und Neuende zur Stadt Rüstringen, die sich wiederum 1937 mit der Stadt Wilhelmshaven zusammenschloss.

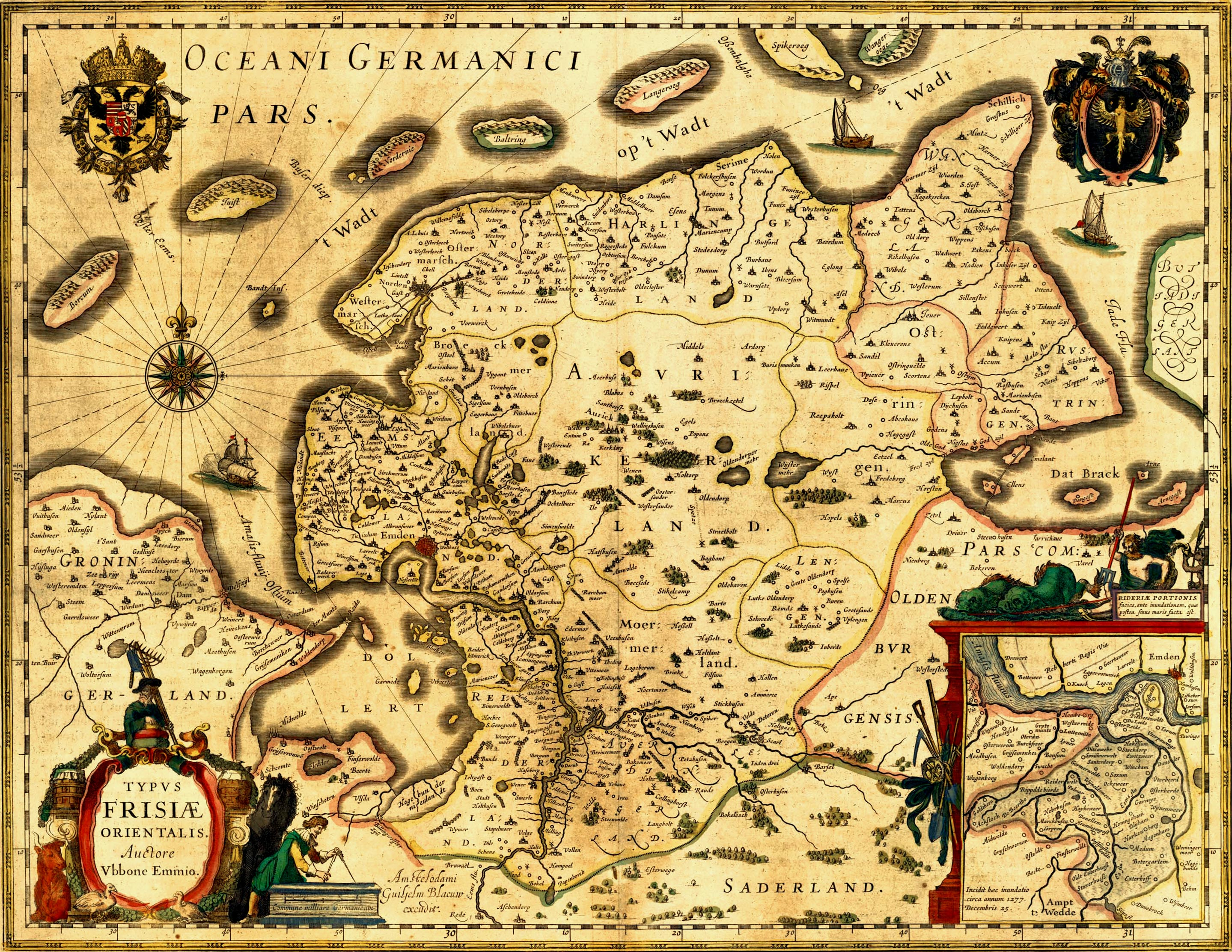
Ostfriesische Halbinsel um 1600, Heppens ist bereits auf der Karte verzeichnet.
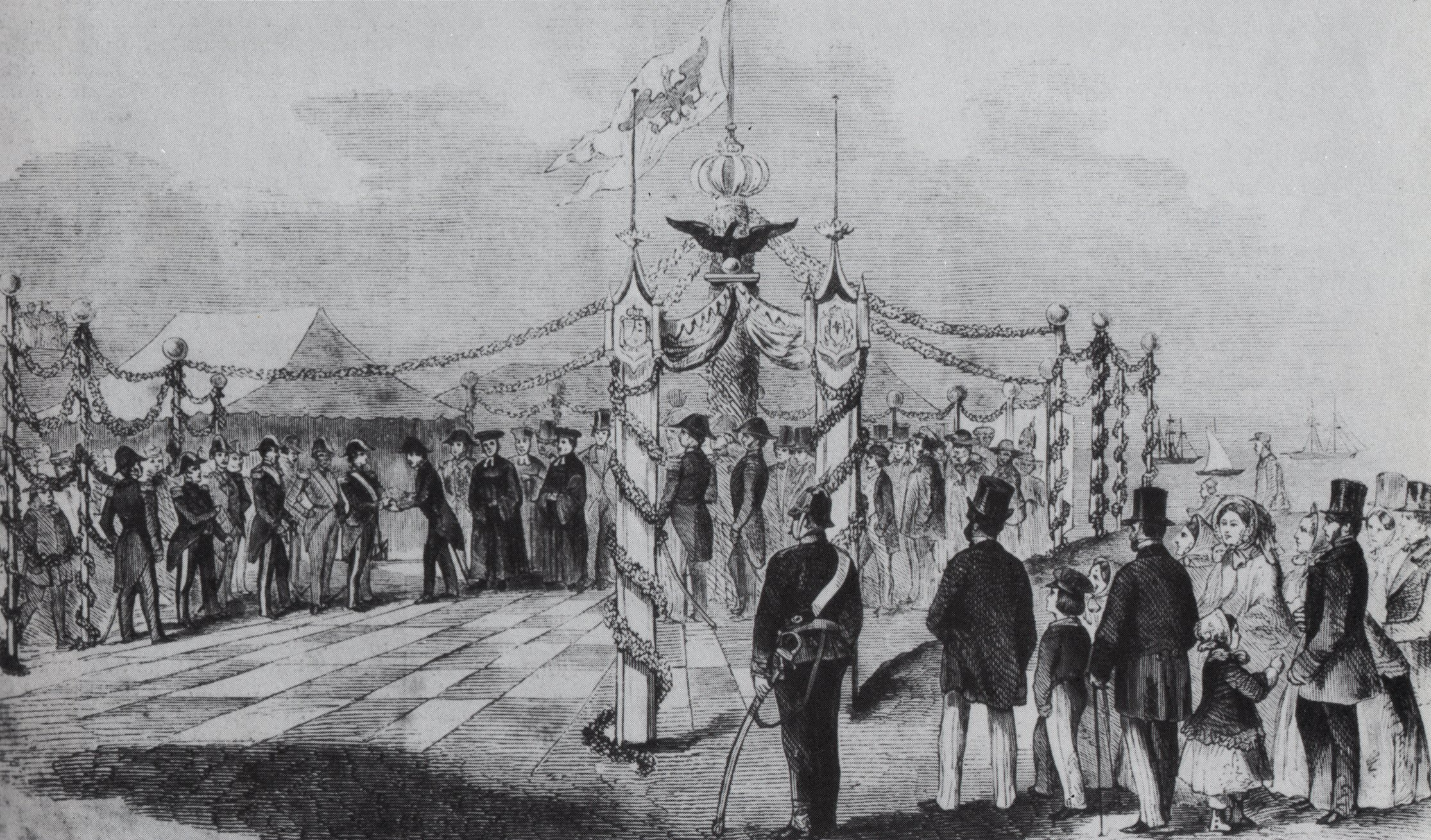
Feierliche Übernahme des Jadegebiets durch Prinz Adalbert von Preußen
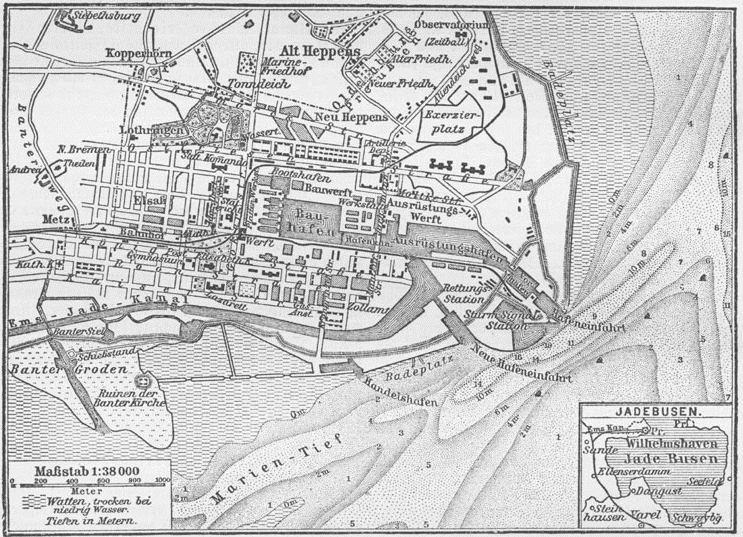
Wilhelmshaven und Heppens um 1888
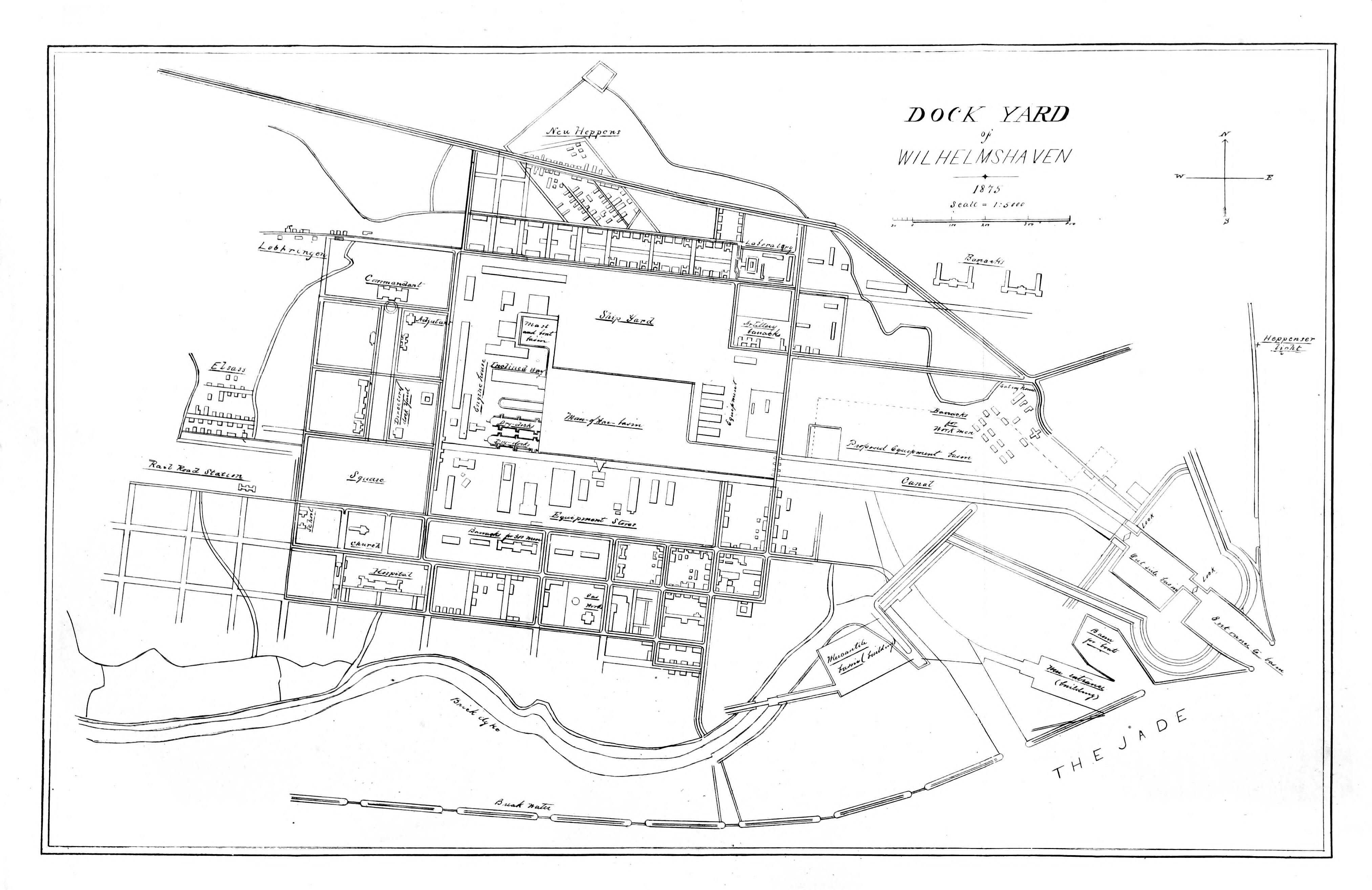
Wilhelmshaven und die Einzelhäuser von Neu-Heppens um 1875

## Einwohner

### Entwicklung
Heppens ist mit 14.869 Einwohnern (Hauptwohnung, Stand: 31. Dezember 2017) der größte Stadtteil Wilhelmshavens. 18,7 % aller Wilhelmshavener wohnen hier. Mit 42,4 Einwohnern je Hektar gehört Heppens zu den dichter besiedelten Stadtteilen Wilhelmshavens, wobei die Stadtviertel innerhalb Heppens stark variieren: Heppenser Deich lediglich 6,4 Einwohner/ha im Gegensatz zum Viertel Tonndeich mit 85,6 Einwohner/ha. Damit weist Tonndeich übrigens die höchste Einwohnerdichte eines Quartiers von Wilhelmshaven auf.

### Ausländer- und Migrantenanteil
Der Anteil der ausländischen Bevölkerung bei 8,3 % (Stand 2017), der Wilhelmshavener Durchschnitt liegt bei 9,6 %. Der Anteil der Migranten liegt bei 20,0 % bei einem städtischen Durchschnitt von 21,8 %.

### Alter
Jeder 4. Einwohner Heppens ist 65 Jahre und älter. Damit liegt der Stadtteil leicht über dem städtischen Durchschnitt. Andererseits ist ungefähr nur jeder 7. Einwohner minderjährig (zum Vergleich Gesamtstadt: 15,3 %). Das Durchschnittsalter der Bevölkerung Heppens lag im Jahr 2007 bei 45,3 Jahren (Durchschnitt Stadt: 44,6 Jahre).

### Einwohnerbewegung
Im Jahr 2017 kamen auf 136 Geburten 222 Sterbefälle.

## Sehenswürdigkeiten

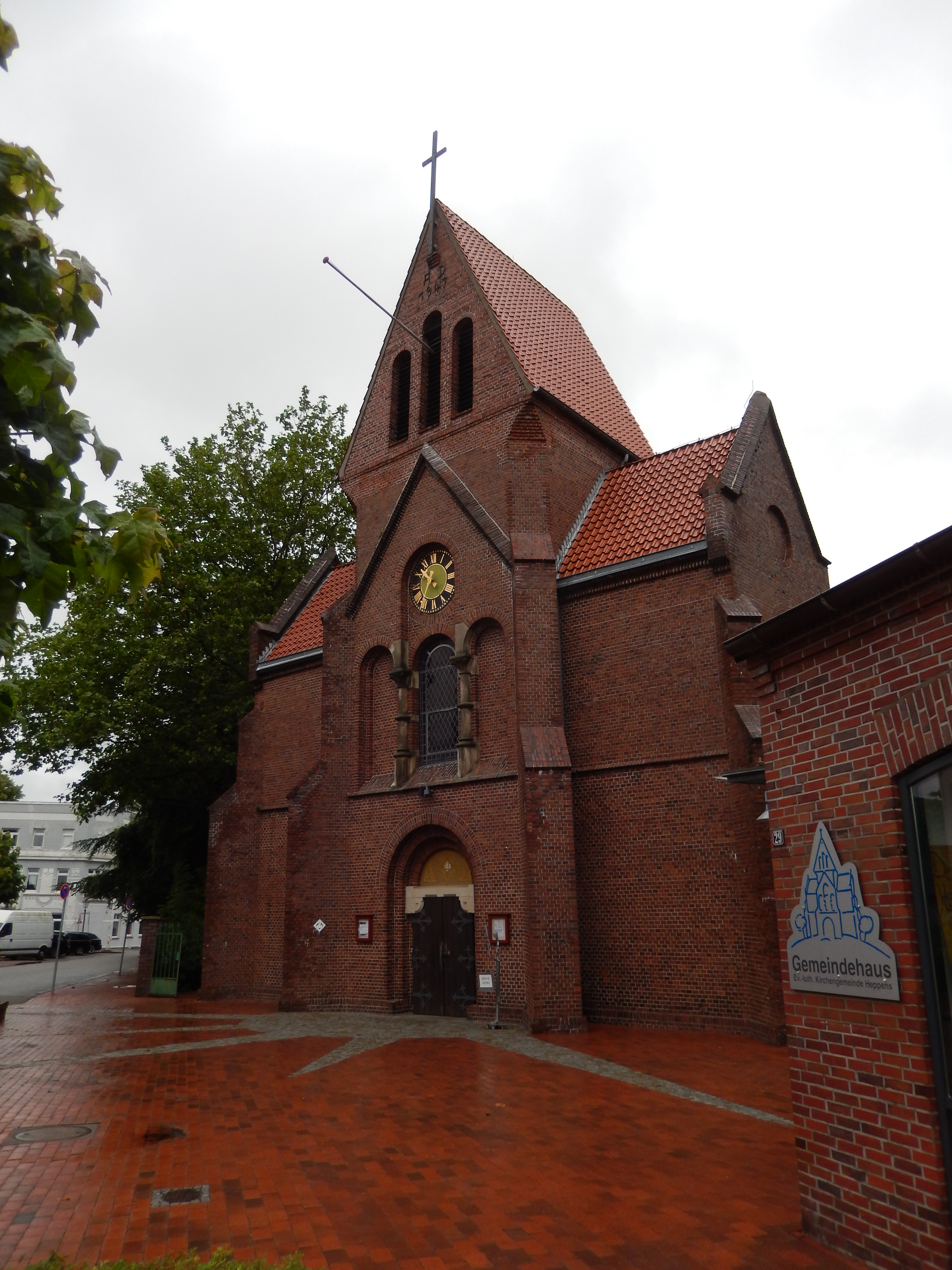
Heppenser Kirche
- Kopperhörner Mühle
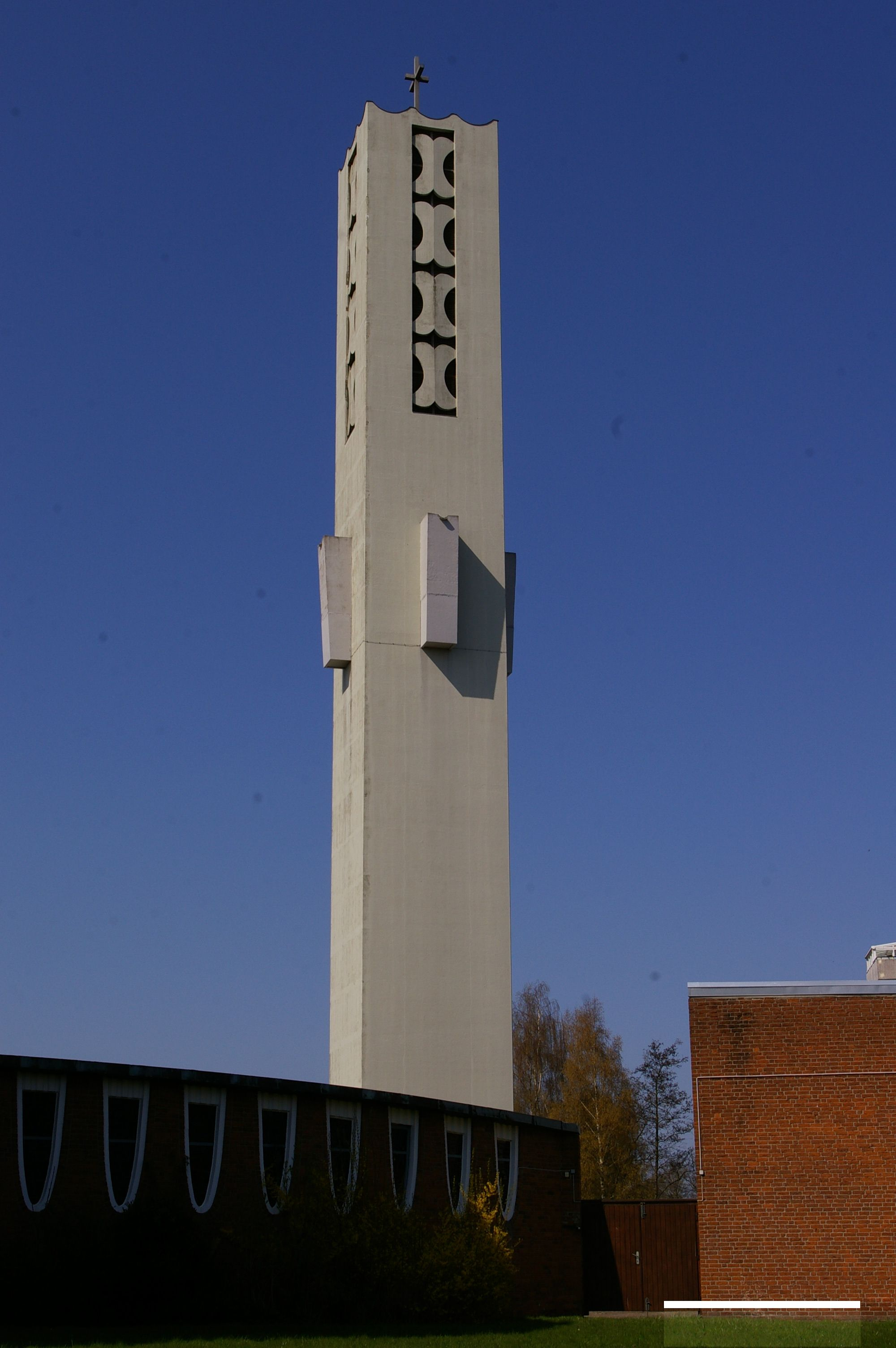
katholische Kirche St. Peter
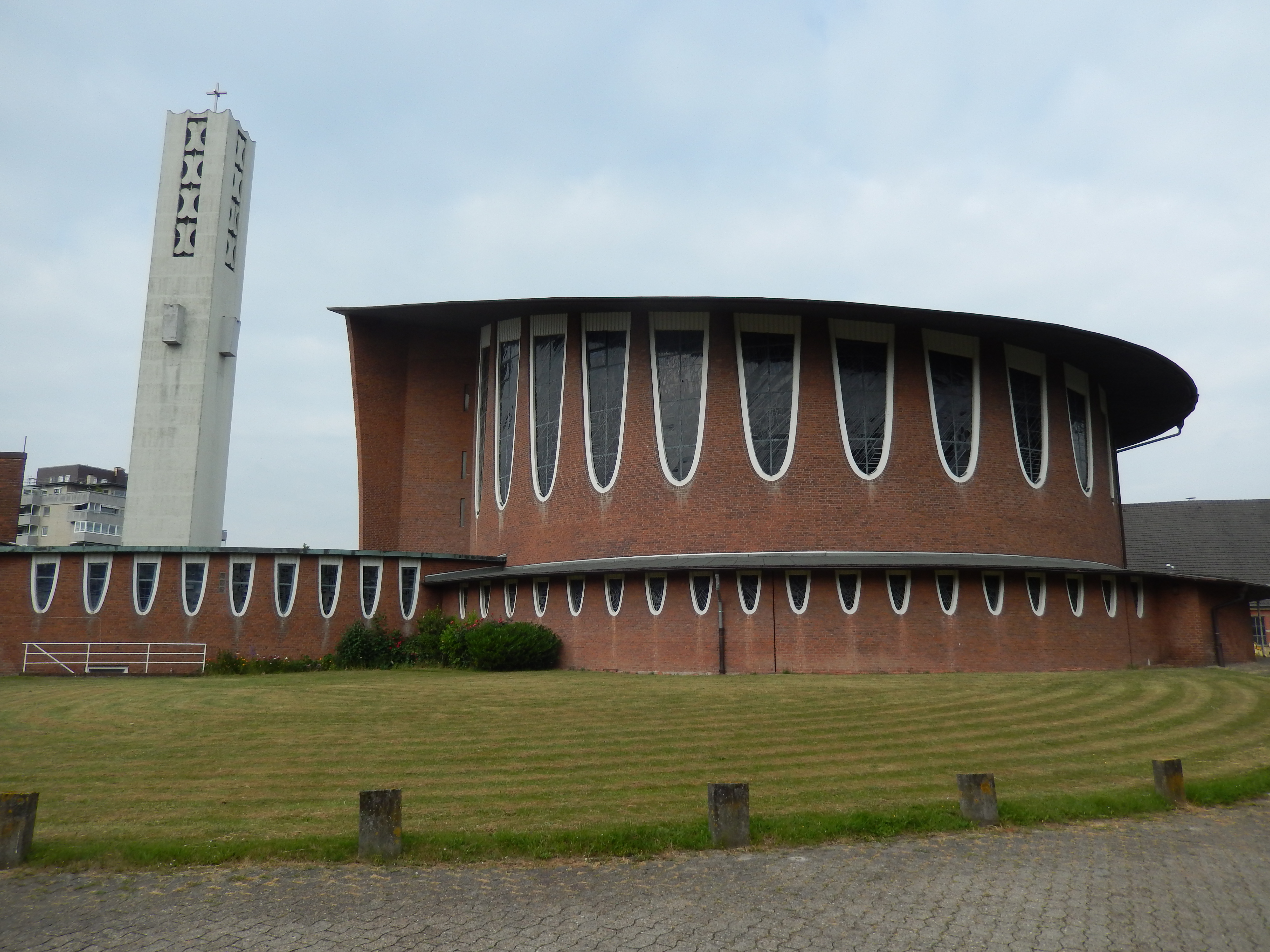
Kirche St. Peter
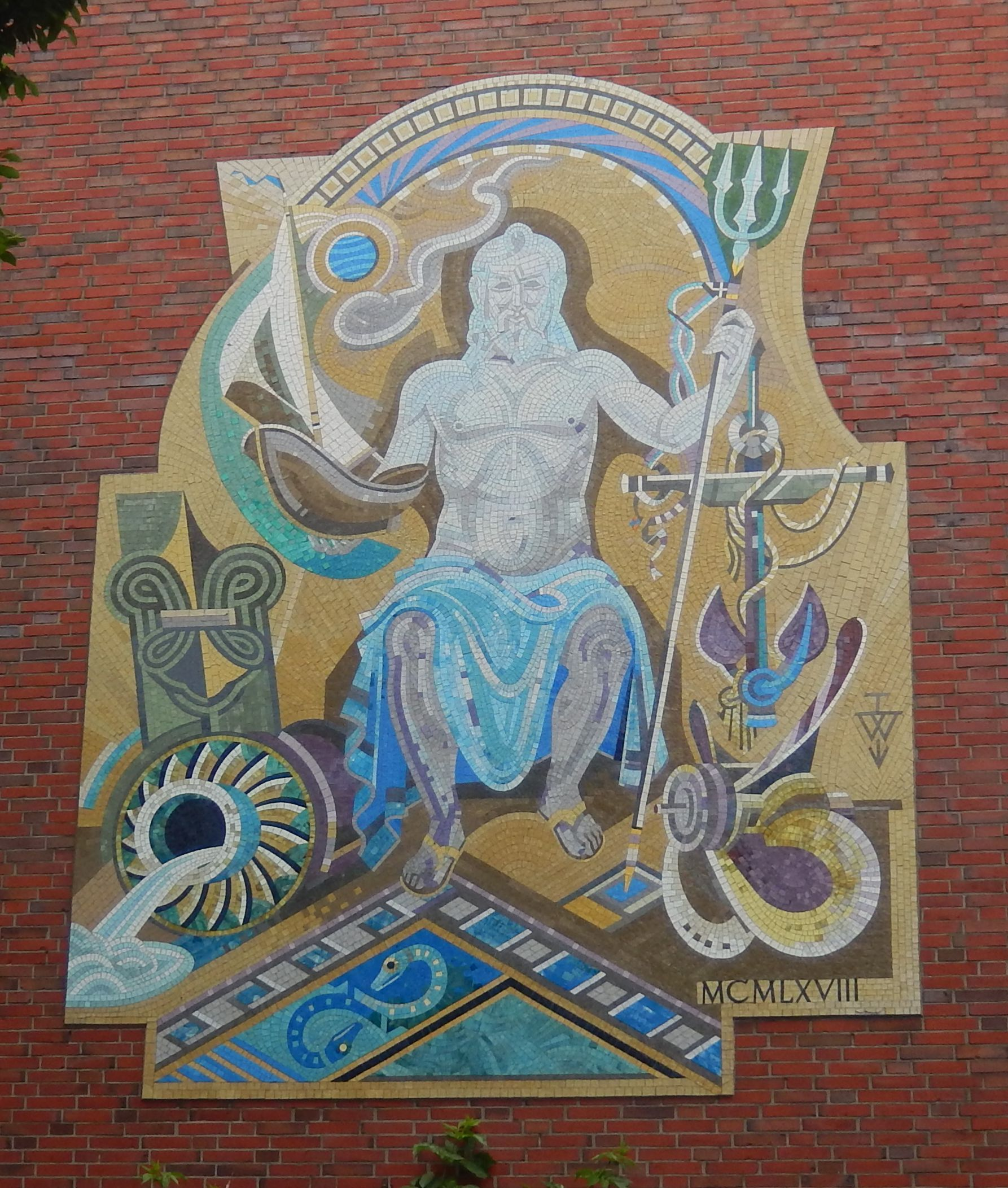
Wandmosaik Poseidon
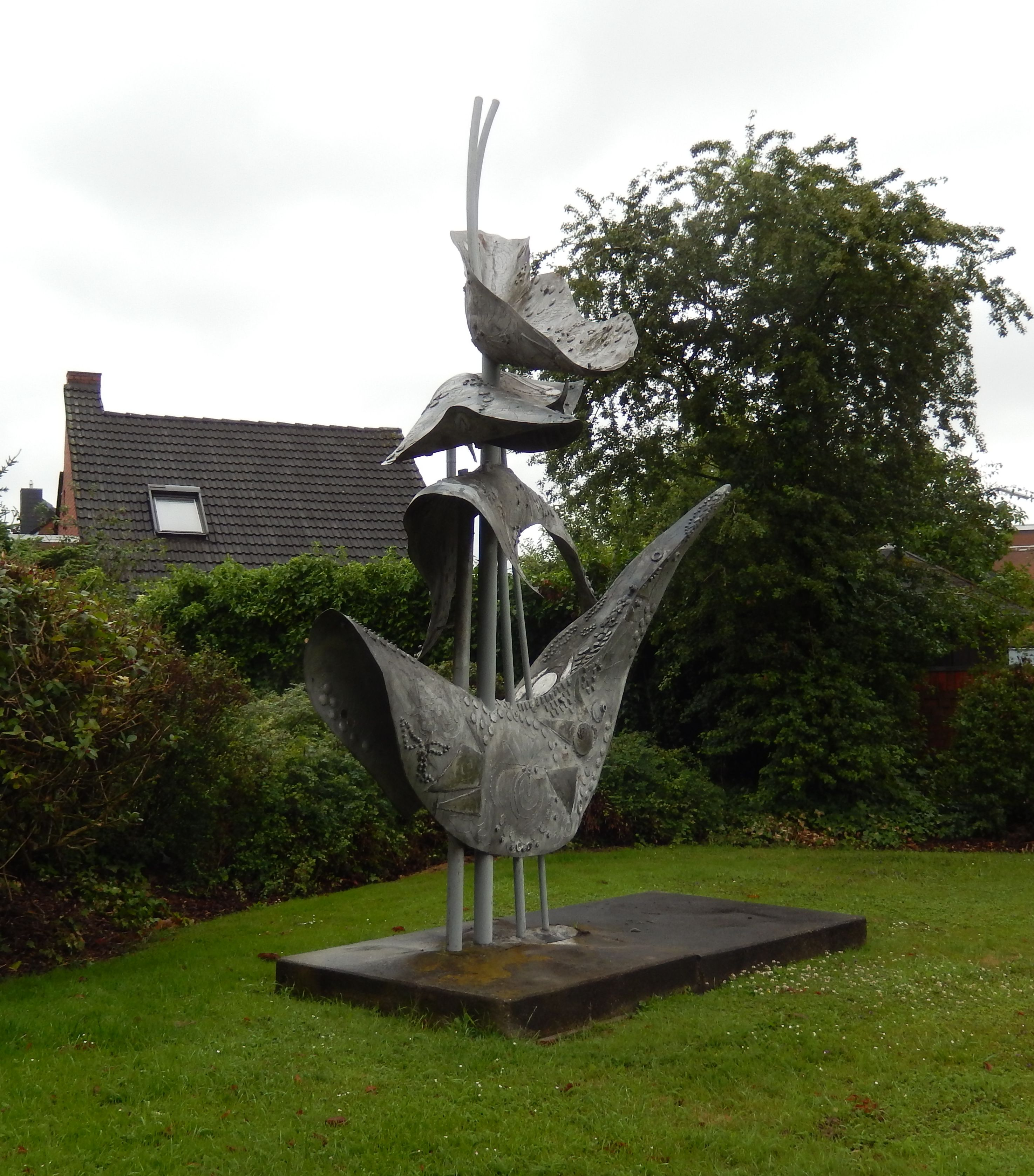
Skulptur Wind Wasser Segel

- Heppenser Kirche
- Turm der Kirche St. Peter
- Kirche St. Peter
- Wandmosaik Poseidon
- Skulptur Wind Wasser Segel

## Söhne und Töchter (Auswahl)
- Friedrich Frerichs (1882–1945), Politiker, Landtagsabgeordneter (SPD)
- Karl Elliger (1901–1977), evangelischer Theologe, Hochschullehrer
- Walter Elliger (1903–1985), evangelischer Theologe, Kirchenhistoriker, Hochschullehrer